# Елена Кейґан
Елена Кейґан ([ˈkeɪɡən], 28 квітня 1960) — член Верховного суду Сполучених Штатів Америки. Її висунув на посаду у травні 2010 року президент Барак Обама, а вже в серпні сенат затвердив її кандидатуру. Це четверта жінка у Верховному Суді США.

## Біографія
Елена Кейґан народилася і виросла в Нью-Йорку. Після закінчення Принстонського і Оксфордського університетів, а також Гарвардської школи права, вона працювала помічником судді федерального апеляційного суду та судді Верховного суду Тургуда Маршалла. Вона розпочала свою кар'єру професором юридичного факультету Чиказького університету, потім працювала юристом-консультантом Білого дому, а згодом була радником з політичних питань при президенті Біллі Клінтоні . Після висунення її кандидатури до Апеляційного суду Сполучених Штатів для округу DC, вона стала професором Гарвардської школи права, а згодом стала її першим деканом-жінкою.
2009 року Кейґан стала першою жінкою-Генеральним соліситором США. Президент Обама висунув її до Верховного суду, щоб заповнити вакантну посаду, що виникла внаслідок виходу на пенсію судді Джона Пола Стівенса. Сенат Сполучених Штатів підтвердив її кандидатуру (за — 63, проти — 37). Вона вважається представницею ліберального крила, але, зазвичай, займає помірковану позицію. Вона написала думку більшості у Cooper v. Гарріс, знаменному випадку, що обмежує дозволене використання перегонів у розіграші округів Конгресу.
Гарвардські колеги та друзі Кейґан характеризували її як хорошого співрозмовника з добрим почуттям гумору.